# Tutto torna
Tutto torna è un film del 2008 diretto da Enrico Pitzianti. 
È stato girato a Cagliari.

## Riconoscimenti
- Roseto opera prima
  - 2008 - Rosa d'oro